# Kovrov
Kovrov (Ковро́в) város Oroszországban, a Vlagyimiri terület északkeleti részén. A terület második legnépesebb városa Vlagyimir után. Moszkvától 270 km-re északkeletre, a Kljazma folyó jobb partján fekszik, közvetlenül az Uvogy torkolata fölött.
Lakossága: 145 214 fő (a 2010. évi népszámláláskor).

## Gazdaság
A 18. század óta textilipari központ, főként pamutruházat készült itt. Fő gazdasági ágazatai a gépgyártás, a fémfeldolgozás, a textil- és a könnyűipar. A város az orosz védelmi ipar egyik jelentős központja. Itt működik a Gyegtyarjov Gyár (ZiD), ahol többek között a GS–23 gépágyú, a 9K31 Sztrela–1 és a 9K32 Sztrela–2 légvédelmi rakétarendszerek, a DP golyószóró vagy a PKM (Kalasnyikov-géppuska) készült illetve készül.

## Infrastruktúra

### Közlekedés
A Transzszibériai vasútvonal Nyizsnyij Novgorod-i ága mentén helyezkedik el. 18 km-re fekszik a Moszkva és Ufa között vezető M7-es autópályától.

## Fordítás
- Ez a szócikk részben vagy egészben a Kovrov című angol Wikipédia-szócikk ezen változatának fordításán alapul.  Az eredeti cikk szerkesztőit annak laptörténete sorolja fel. Ez a jelzés csupán a megfogalmazás eredetét és a szerzői jogokat jelzi, nem szolgál a cikkben szereplő információk forrásmegjelöléseként.